# 大浦村 (岐阜県)
大浦村（おおうらむら）は、かつて岐阜県羽島郡にあった村である。
現在の羽島市正木町大浦、正木町大浦新田、正木町上大浦などに該当する。
かつては中島郡であったが、郡の合併で羽島郡の村となっている。

## 歴史
- 1889年（明治22年）7月1日 - 町村制により大浦村発足。
- 1897年（明治30年）4月1日[2] - 羽栗郡と中島郡が合併して羽島郡となる。当村は羽島郡の所属となる。
- 1897年（明治30年）4月1日 - 坂丸村、光法寺村、南及村、森村、不破一色村、曲利村、新井村、須賀村、三ツ柳村と合併し、正木村発足。同日大浦村は廃止になる。